# Station Voulpaix
Station Voulpaix was een spoorwegstation in de Franse gemeente Voulpaix aan de spoorlijn Romery - Liart.